# ریتا چیکولو
ریتا چیکولو (انگلیسی: Rita Chikwelu؛ زادهٔ ۶ مارس ۱۹۸۸) بازیکن فوتبال اهل نیجریه است.
از باشگاه‌هایی که در آن بازی کرده‌است می‌توان به اومئا آی‌کی اشاره کرد.
وی همچنین در تیم ملی فوتبال زنان نیجریه بازی کرده‌است.